# Kurt Hoesch
Kurt Hoesch (* 26. März 1882 in Düren; † 27. November 1932 in Kreuzau bei Düren) war ein deutscher Chemiker.

## Leben
Kurt Hoesch war der Sohn des Papierfabrikanten Walter Hoesch (1851–1916) und Urenkel des Papierindustriellen Ludolf Matthias Hoesch aus der rheinischen Unternehmerfamilie Hoesch. Er studierte Chemie und begann seine wissenschaftliche Laufbahn als akademischer Schüler von Emil Fischer. Er arbeitete über Depsipeptide (Ester von Hydroxybenzoesäuren). Bekannt wurde Hoesch besonders durch seine Arbeiten zur Synthese von Phenylketonen (Houben-Hoesch-Reaktion). Dabei werden mehrwertige Phenole mit Nitrilen und Chlorwasserstoff zu Hydroxyketimiden umgesetzt, die sich zu Hydroxyketonen hydrolysieren lassen.
Während des Ersten Weltkrieges war Hoesch Professor für Organische Chemie an der Darülfünun, der Vorgängerin der Universität Istanbul. Dort gründete er mit Fritz Arndt und Gustav Fester (1886–1963) 1917 das Institut für Allgemeine und Industrielle Chemie. Nach der Rückkehr aus der Türkei trat er in das väterliche Unternehmen ein.